# Gran Premio motociclistico del Belgio 1963
Il Gran Premio motociclistico del Belgio fu il sesto appuntamento del motomondiale 1963.
Si svolse il 7 luglio 1963 sul circuito di Spa-Francorchamps alla presenza di 75.000 spettatori. Erano in programma tutte le classi tranne la 350.
Le vittorie andarono a Mike Hailwood su MV Agusta nella classe 500, a Fumio Itō su Yamaha nella 250 (prima vittoria della casa motociclistica giapponese nel mondiale), a Bert Schneider in 125 e a Isao Morishita in 50; questi ultimi in sella a moto Suzuki ed entrambi alla prima affermazione iridata.
Tra le motocarrozzette, all'ultima delle 5 prove previste quest'anno, si impose l'equipaggio composto da Fritz Scheidegger e John Robinson. Grazie al secondo posto ottenuto e al contemporaneo ritiro del rivale più agguerrito, il titolo iridato fu però dell'equipaggio guidato da Max Deubel, al terzo titolo iridato consecutivo.

## Classe 500
Al via della classe regina furono 26 i piloti presenti e di questi 18 furono classificati al termine della gara. Solo i primi due piloti terminarono la gara nello stesso giro.  Per la prima volta si videro in gara una moto e un pilota sovietici: Jüri Randla, 16° su CKEB.

### Arrivati al traguardo
| Pos. | Pilota           | Moto      | Tempo        | Punti |
| ---- | ---------------- | --------- | ------------ | ----- |
| 1    | Mike Hailwood    | MV Agusta | 1h 03' 35" 8 | 8     |
| 2    | Phil Read        | Gilera    | +1' 13"      | 6     |
| 3    | Alan Shepherd    | Matchless | +1 giro      | 4     |
| 4    | Fred Stevens     | Norton    | +1 giro      | 3     |
| 5    | Jack Ahearn      | Norton    | +1 giro      | 2     |
| 6    | Gyula Marsovszky | Matchless | +1 giro      | 1     |
| 7    | Sid Mizen        | Norton    |              |       |
| 8    | Roy Ingram       | Norton    |              |       |
| 9    | Jack Findlay     | Matchless |              |       |
| 10   | Ginger Molloy    | Matchless |              |       |
| 11   | Dan Shorey       | Matchless |              |       |
| 12   | Lothar John      | Norton    |              |       |
| 13   | Ron Robinson     | Norton    |              |       |
| 14   | Joop Vogelzang   | Norton    |              |       |
| 15   | John Hartle      | Gilera    |              |       |
| 16   | Jüri Randla      | CKEB      |              |       |
| 17   | Roy Robinson     | Norton    |              |       |
| 18   | Raymond Bogaerdt | Norton    |              |       |

## Classe 250
In questa gara era assente il dominatore delle gare precedenti, Jim Redman, che si era infortunato nel gran premio precedente. La casa giapponese Yamaha che piazzò due suoi piloti nelle prime due posizioni, decise al termine del gran premio di riportare la squadra in Giappone e non fu più presente fino all'ultima gara della stagione, disputata nel Paese del Sol Levante.

### Arrivati al traguardo (classifica parziale)
| Pos. | Pilota              | Moto        | Tempo      | Punti |
| ---- | ------------------- | ----------- | ---------- | ----- |
| 1    | Fumio Itō           | Yamaha      | 40' 58"    | 8     |
| 2    | Yoshikazu Sunako    | Yamaha      | +15" 2     | 6     |
| 3    | Tarquinio Provini   | Moto Morini | +22"       | 4     |
| 4    | Luigi Taveri        | Honda       | +41" 9     | 3     |
| 5    | Tommy Robb          | Honda       | + 1' 04" 2 | 2     |
| 6    | Kunimitsu Takahashi | Honda       | + 1' 25" 7 | 1     |
| 7    | Cees van Dongen     | Honda       | + 3' 47" 9 |       |
| 8    | Giuseppe Visenzi    | Aermacchi   | + 1 giro   |       |

## Classe 125
Con il ritiro di Ernst Degner, autore del giro più veloce in gara, la vittoria fu di Bert Schneider su Suzuki. Al sesto posto giunse quello che diventò in seguito più famoso come pilota automobilistico di Formula 1, il francese Jean-Pierre Beltoise; in questa classe fu alla guida di una Bultaco ma in questo stesso GP ottenne lo stesso risultato anche nella 50 guidando una Kreidler.

### Arrivati al traguardo (classifica parziale)
| Pos. | Pilota               | Moto    | Tempo     | Punti |
| ---- | -------------------- | ------- | --------- | ----- |
| 1    | Bert Schneider       | Suzuki  | 40' 02" 5 | 8     |
| 2    | Hugh Anderson        | Suzuki  | +6" 640   | 6     |
| 3    | Luigi Taveri         | Honda   | +56" 7    | 4     |
| 4    | Giuseppe Visenzi     | Honda   | +3' 01" 8 | 3     |
| 5    | Tommy Robb           | Honda   | +3' 01" 9 | 2     |
| 6    | Jean-Pierre Beltoise | Bultaco | +4' 05" 1 | 1     |
| 7    | Walter Scheimann     | Honda   |           |       |
| 8    | Sven-Olof Gunnarsson | Bultaco |           |       |
| 9    | Marcel Toussaint     | Honda   |           |       |
| 10   | Jan Huberts          | Bultaco |           |       |

## Classe 50

### Arrivati al traguardo (classifica parziale)
| Pos. | Pilota               | Moto     | Tempo     | Punti |
| ---- | -------------------- | -------- | --------- | ----- |
| 1    | Isao Morishita       | Suzuki   | 29' 53" 7 | 8     |
| 2    | Ernst Degner         | Suzuki   | +0" 1     | 6     |
| 3    | Hans-Georg Anscheidt | Kreidler | +0" 6     | 4     |
| 4    | Hugh Anderson        | Suzuki   |           | 3     |
| 5    | Mitsuo Itoh          | Suzuki   |           | 2     |
| 6    | Jean-Pierre Beltoise | Kreidler |           | 1     |
| 7    | "Zippo"              | Derbi    |           |       |
| 8    | Michio Ichino        | Suzuki   |           |       |
| 9    | Jan Huberts          | Derbi    |           |       |

## Classe sidecar

### Arrivati al traguardo (posizioni a punti)
| Pos | Pilota            | Passeggero    | Moto | Tempo     | Punti |
| --- | ----------------- | ------------- | ---- | --------- | ----- |
| 1   | Fritz Scheidegger | John Robinson | BMW  | 39' 15" 3 | 8     |
| 2   | Max Deubel        | Emil Hörner   | BMW  | +1' 31"   | 6     |
| 3   | Georg Auerbacher  | Beno Heim     | BMW  |           | 4     |
| 4   | Jackie Beton      | Eddie Bulgin  | BMW  |           | 3     |
| 5   | Otto Kölle        | Dieter Hess   | BMW  |           | 2     |
| 6   | Alan Birch        | Peter Birch   | BMW  |           | 1     |